# Ttujur, Aragatsotn
Ttujur là một đô thị thuộc tỉnh Aragatsotn, Armenia. Dân số ước tính năm 2011 là 394 người.